# 小西康裕 (空手家)
小西 康裕（こにし やすひろ、1893年〈明治26年〉 - 1983年〈昭和58年〉）は、日本の空手家、武道家。神道自然流開祖。全日本空手道連盟（旧）（現在の錬武会）初代副会長。

## 経歴
1893年（明治26年）、香川県高松市に生まれた。本名は良助。小学校時代、竹内流腰廻を竹内緑に、無相流柔術を松井三蔵に、直心影流剣術を井上正広に学ぶ。中学校時代には、柔道を岡野好太郎に、竹内流を竹内兵衛に、剣道を上原宗九郎、植田平太郎（天真正伝神道流）らに学んだ。
1913年（大正2年）、慶應義塾大学部理財科に入学。剣道部に入り、真貝忠篤（窪田派田宮流）に学ぶ。また中山博道の道場・有信館に入門して神道無念流剣術を修行した。剣道部での集まりで、沖縄出身の部員が唐手（空手）の公相君の型を真似た踊りをするのを見て空手に興味を覚えたという。1922年（大正11年）7月、高橋数良より柔道五段を允許、1924年（大正13年）1月（昭和2年とも）に良武館小西道場を開設し、剣道、柔道等の教授を始めた。同年、大日本武徳会から剣道精錬証を授与された。
1925年（大正14年）6月、船越義珍と出会った事により、ようやく唐手を学ぶ事ができた。しかし、その内容は型のみであったため、同じく船越の弟子だった大塚博紀（和道流空手道開祖）とともに、約束組手等を考案した。小西はその後、本部朝基、摩文仁賢和からも唐手を学んだ。
その後、植芝盛平より合気道（当時は大東流）を、藤田西湖より南蛮殺到流拳法を学んだほか、揚心古流柔術、柴真楊流柔術、不遷流柔術、柳生心眼流と多くの柔術流派を学んだ。それらの全てを集大成し、1933年（昭和8年）に神道自然流空手術を開いた。
1937年(昭和12年）5月、大日本武徳会より宮城長順（剛柔流)とともに初めて空手術教士の称号を授与される。
1959年（昭和34年）、全日本空手道連盟（旧）（現在の全日本空手道連盟錬武会）発足の際に、副会長に就任。

## 武術歴
小西が学んだ流派。
カッコ内は師の名前。
- 竹内流 小具足、腰廻、拳法 （竹内緑）[3]
- 無相流新柔術（松井三蔵）
- 直心影流剣術（井上正廣）
- 柔道　（岡野好太郎）[4]
- 竹内流 柔術、拳法（竹内兵衛）
- 剣道（上原宗九郎、植田平太郎）
- 窪田派田宮流（真貝忠篤）
- 神道無念流（中山博道）
- 剣道（眞具忠篤、中山博道、他六名）
- 柔道（飯塚国三郎）
- 永武館柔道（永井尚知）[5]
- 柔道（高橋数良）
- 琉球唐手拳法（新垣恒茂）
- 琉球唐手術（船越義珍）
- 半硬流、剛柔流、糸東流空手（摩文仁賢和）
- 唐手術（本部朝基）
- 南蛮殺倒流拳法　（藤田西湖）
- 柴真揚流柔術早業（渡邊一春斎）
- 戸塚派揚心流（金谷元朗）[6]
- 不遷流柔術（中山英三郎）
- 柳生心眼流柔術（佐藤逸見）
- 合気武道（植芝守高）

## 著作
- 『図解空手入門』川津書店、1952
- 『剣道とシナイ競技』川津書店、1952
- 『剣道入門』川津書店、1954
- 『空手上達法』川津書店、1956
- 『やさしい空手のならい方』川津書店、昭和32（1957）
- 『空手道入門』愛隆堂、1958
- 『空手道入門』魚住書店、1965
- 『図で見る空手教室』東栄堂、1967
- 『空手道』高橋書店、1974